# Freycinetia banksii
Freycinetia banksii är en enhjärtbladig växtart som beskrevs av Allan Cunningham. Freycinetia banksii ingår i släktet Freycinetia och familjen Pandanaceae. Inga underarter finns listade.

## Bildgalleri

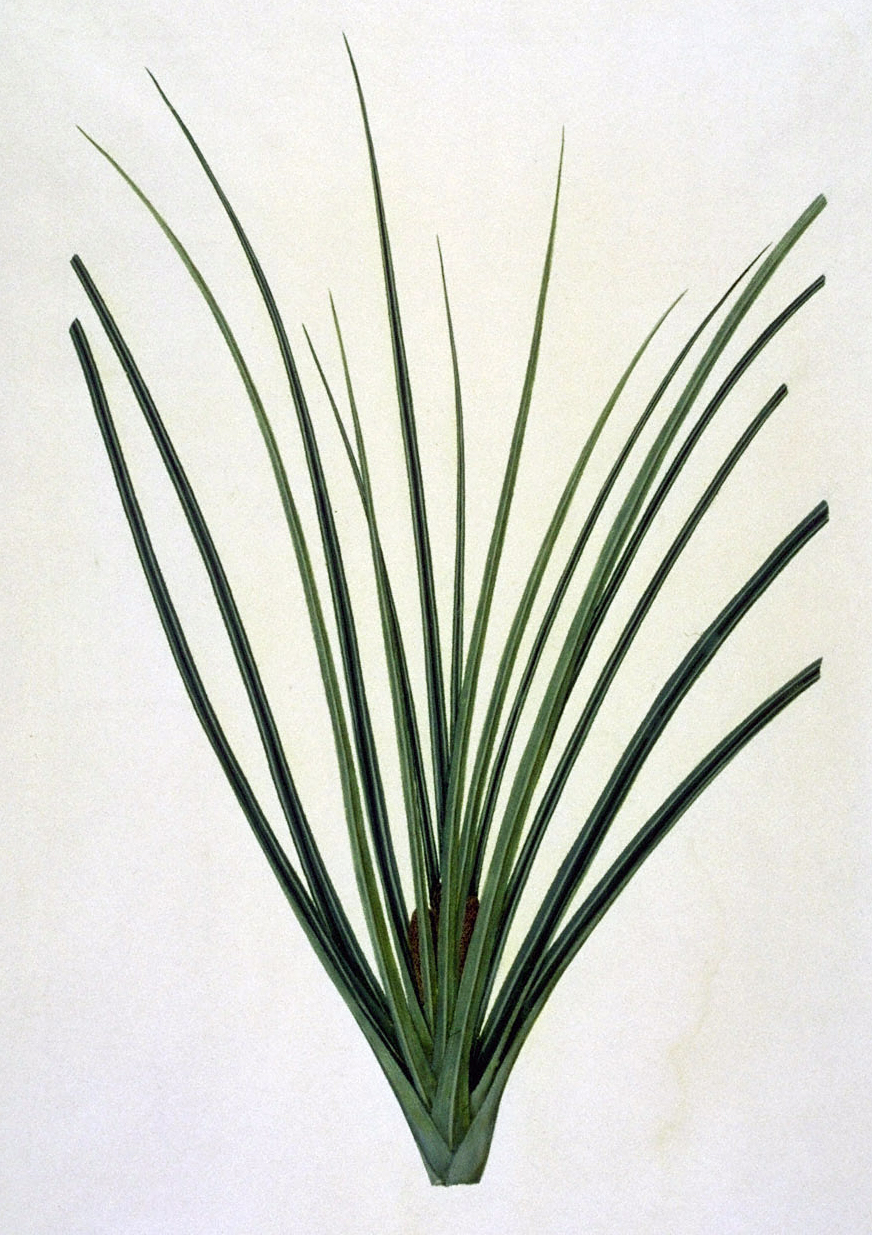